# Ziyarat

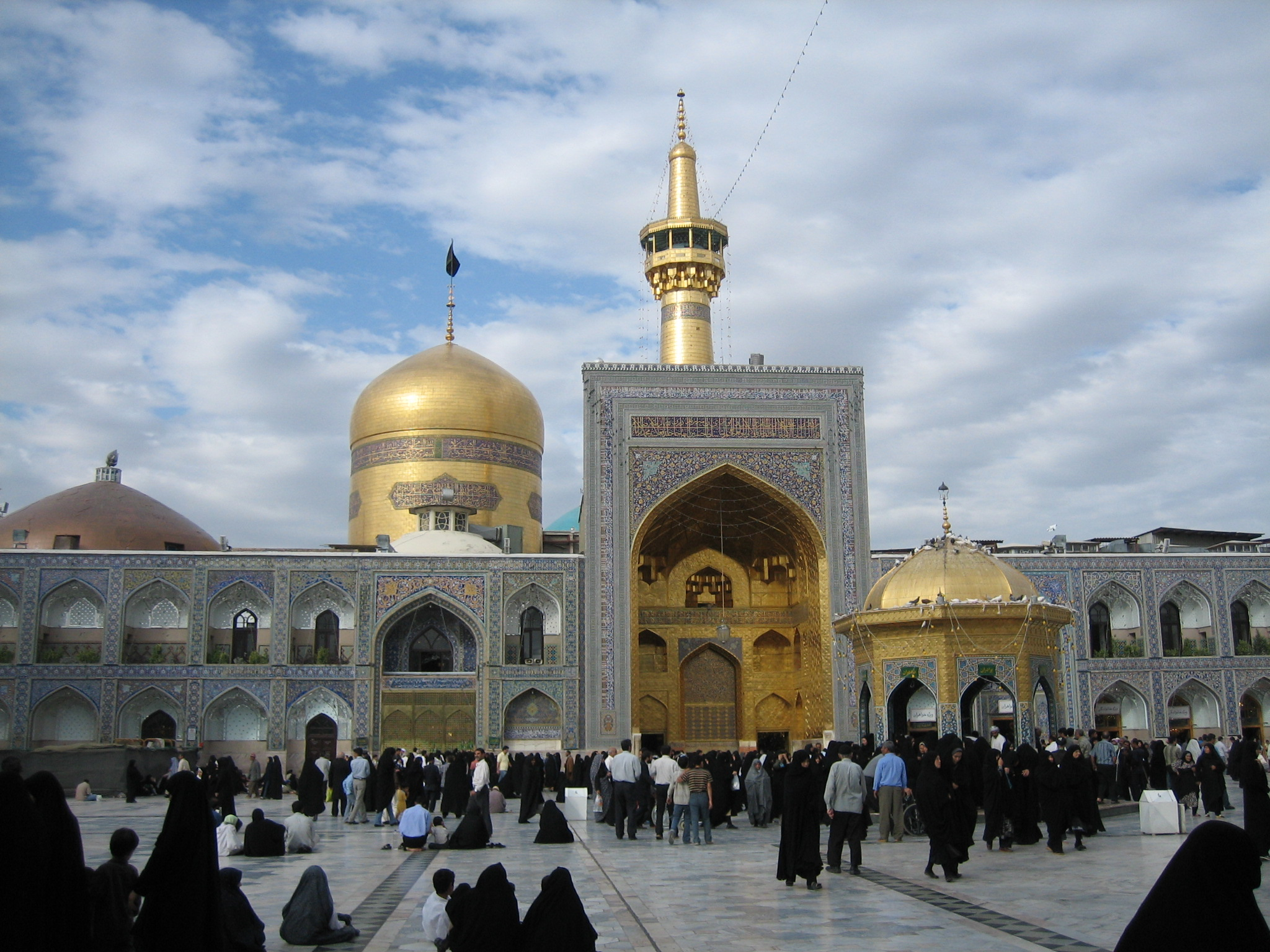
Besökare vid Imam Rezas helgedom i Mashhad, Iran.

Ziyarat (arabiska: زيارة, ziyārah, "besök") är en form av pilgrimsresa som är kopplad till den islamiske profeten Muhammed, hans familjemedlemmar (Ahl al-Bayt) och ättlingar (inklusive shiaimamerna), hans följeslagare och andra högaktade personligheter i islam såsom profeter och islamiska lärda. Ziyarat kan även referera till en form av åkallan tillhörande shiamuslimer då de talar till profeten och hans familj, från nära eller långt avstånd. I wahhabism anses det vara otillåtet att åka på en pilgrimsresa till en grav tillhörande ett helgon.

## Åsikter

### Sunni
I den muslimska världen anses Muhammeds helgedom vara en källa till välsignelser för besökaren. En hadith av profeten Muhammed säger: "Den som besöker min grav kommer att ha rätt till min förbön", och i en annan version: "Jag kommer att medla för dem som har besökt mig eller min grav." Att besöka Muhammeds grav efter pilgrimsfärden hajj anses av majoriteten av sunnimuslimska rättslärda vara rekommenderat.